# Josiko
José Antonio García González, meglio noto con lo pseudonimo Josiko (Cartagena, 12 maggio 1992), è un giocatore di calcio a 5 spagnolo. Dal 2021 milita nell’L84 Calcio a 5 ed è il capitano.

## Carriera
Cresciuto nel Cora Vedruna La Unión, società satellite del Cartagena, a vent'anni si trasferisce in quest'ultima, debuttando in Primera División. Gioca quindi nel Jumilla per due stagioni e quindi nel Peñíscola. Proprio qui si rende protagonista di un caso di fair play quando, durante la gara di play-off contro Inter, lanciato in contropiede solo contro il portiere, sceglie di interrompere l'azione per sincerarsi delle condizioni dell'avversario Ricardinho, rimasto a terra. Il gesto gli vale la vittoria del trofeo Fair Play 2015-2016 della Liga. Nell'estate 2016 si trasferisce in Italia per giocare nel Prato (Serie A2), chiudendo l'annata con 39 goal all'attivo.
L'esperienza nei lanieri dura solo un anno; al termine della stagione lo spagnolo viene acquistato dal Cisternino, neopromosso in massima serie. L'estate successiva, con il ridimensionamento della compagine pugliese, passa alla Feldi Eboli.

## Palmarès

### Club

#### Competizioni nazionali
- Coppa della Divisione: 1

L84: 2022-23